# Iep
Iep (Ulmus), ook bekend als olm, is een geslacht van loofbomen. De bladeren zijn veernervig en hebben een gezaagde of dubbelgezaagde bladrand. Ze lijken soms op de bladeren van de haagbeuk (Carpinus betulus). Iepenbladeren hebben echter in tegenstelling tot die van de haagbeuk een ongelijke bladvoet. De bomen bloeien voordat de bladeren verschijnen. Het bloemdek is klein en groen, en de slippen zijn onderling vergroeid. Daarboven staan de meeldraden met paarse helmhokken, en de stamper. De zaden zijn afgeplat en hebben een brede gevleugelde rand.
Iepen groeien bij voorkeur op tamelijk voedselrijke, vochthoudende en kalkrijke grond.
In Nederland is tot de jaren '80 vooral de Hollandse iep aangeplant in de kustprovincies. Hij is goed tegen de enigszins zilte zeewind bestand. Tegenwoordig worden de vroege Nederlandse hybriden aangeplant, zoals Lobel, Clusius, Plantijn en Dodoens, maar nog meer worden de moderne hybriden zoals Columella, Pioneer, New Horizon, Rebona, Morton, Morton Glossy, Nanguen, Wanoux of Frontier aangeplant.
Op de schors van iepen kan een grote variatie aan korstmossen groeien.

## Iepziekte
De iep is gevoelig voor de iepziekte. Deze verwelkingsziekte wordt veroorzaakt door de schimmel Ophiostoma ulmi. De iepziekte wordt overgebracht door de iepenspintkever, die de genoemde schimmel bij zich draagt. De schimmel groeit in de houtvaten van iepen, waartegen de boom zich verweert met thyllen, waardoor deze houtvaten verstopt raken. Hierdoor verwelken de bladeren en sterft de boom. Van het begin 20e eeuw nog zeer uitgebreide iepenbestand in Nederland is tussen 1919 en 2000 zeker negentig procent door de iepziekte of door preventief ruimen verdwenen, waardoor het landschap een behoorlijke verandering heeft ondergaan.
Sinds de ontdekking in Nederland van het iepziekte-mechanisme wordt er in diverse landen in Europa en Noord-Amerika gewerkt aan selectie- en kruisingsprogramma's om iepen te ontwikkelen die bestand zijn tegen de iepziekte. Inmiddels is er een fors aantal resistente hybride-iepen beschikbaar.

## Soorten en cultivars
Tot de iepen behoren onder andere de volgende soorten:
- Fladderiep of steeliep (Ulmus laevis)
- Gladde iep of veldiep (Ulmus minor of Ulmus carpinifolia)
- Ruwe iep of bergiep (Ulmus glabra)
- Engelse veldiep (Ulmus procera)
- Hollandse iep (Ulmus ×hollandica) is een kruising van Ulmus minor en Ulmus glabra.
  - Ulmus ×hollandica 'Groeneveld' is in 1941 ontstaan en in 1949 geselecteerd.
  - Huntingdon Iep (Ulmus ×hollandica 'Vegeta')
  - Goudiep (Ulmus ×hollandica 'Wredei')
- Haagse iep (Ulmus 'Den Haag')
- Japanse iep (Ulmus japonica)[1]
- Chinese iep (Ulmus chinensis)[1]
- Siberische iep (Ulmus microphylla)[1]

Daarnaast zijn de in Nederland aangeplante rassen veelal kruisingen van de soorten Ulmus glabra, Ulmus wallichiana, Ulmus carpinifolia en de hybride Ulmus ×hollandica